# Хенотекопсис
Хенотекопсис (лат. Chaenothecópsis) — род грибов семейства Микокалициевые (Mycocaliciaceae).

## Описание
Виды этого рода либо сапротрофы на деревьях (лигниколы) или на смоле (resinicolous), или они ассоциированы с зелёными водорослями (algicolous), или симбионты с зелёными водорослями, образуя лишайники (lichenicolous). Современные молекулярно-генетические исследования показали, что Chaenothecopsis это полифилетичная группа, но таксономические изменения ждут более широкой выборки таксонов, так как необходимо решить более общие проблемы родовой делимитации в семействе и порядке (Tibell & Vinuesa 2005, Tuovila et al. 2013). Большая часть видов описана из Северного полушария, бореальных умеренных лесов Северной Америки и Евразии и растут на выделяющих смолу хвойных породах. Род был впервые выделен в 1927 году финским ботаником и микологом Эдвардом Ваинио (Edvard August Vainio; 1853—1929).
- Chaenothecopsis africana Sambo, 1939
- Chaenothecopsis alboatra (Flörke) Nádv., 1935
- Chaenothecopsis amurensis Titov, 1993
- Chaenothecopsis arthoniae Tibell, 1998
- Chaenothecopsis asperopoda Titov, 1993
- Chaenothecopsis australis Tibell, 1998
- Chaenothecopsis bitterfeldensis Rikkinen et Poinar, 2000
- Chaenothecopsis brevipes Tibell, 1987
- Chaenothecopsis caespitosa (W. Phillips) D. Hawksw. 1980
- Chaenothecopsis caucasica Titov, 2006
- Chaenothecopsis debilis (Sm.) Tibell, 1975 — Хенотекопсис слабый
- Chaenothecopsis fennica (Laurila) Tibell, 1978 — Хенотекопсис финский
- Chaenothecopsis haematopus Tibell, 1987 — Хенотекопсис красноножковый
- Chaenothecopsis mediorossika Titov et Gudov., 2006 — Хенотекопсис среднерусский
- Chaenothecopsis montana Rikkinen, 2003 — Хенотекопсис горный
- Chaenothecopsis nana Tibell, 1987 — Хенотекопсис карликовый
- Chaenothecopsis nigra Tibell, 1987 — Хенотекопсис чёрный
- Chaenothecopsis neocaledonica Rikkinen, Tuovila et A.R. Schmidt, 2014
- † Chaenothecopsis proliferatus Tuovila, 2013[6]
- Chaenothecopsis pusilla (Ach.) A.F.W. Schmidt, 1970 — Хенотекопсис крошечный
- Chaenothecopsis pusiola (Ach.) Vain., 1927
- Chaenothecopsis quintralis Messuti, 2012[8]
- Chaenothecopsis rubescens Vain., 1927 — Хенотекопсис краснеющий
- Chaenothecopsis savonica (Räsänen) Tibell, 1984 — Хенотекопсис савонский
- Chaenothecopsis vainioana (Nádv.) Tibell, 1979 — Хенотекопсис Вайнио
- Chaenothecopsis viridialba (Kremp.) A.F.W. Schmidt, 1970 — Хенотекопсис зеленовато-белый
- Другие виды